# 小浦镇
小浦镇是中华人民共和国浙江省湖州市長興縣下辖的一个镇。

## 行政区划
小浦镇下辖以下村级行政区划单位：
小浦社区、大岕口村、方岩村、五庄村、画溪村、中山村、高地村、潘礼南村、小浦村、合溪村、方一村和光耀村。

## 交通
- 长牛铁路：小浦站